# Station Wressle
Wressle is een spoorwegstation van National Rail in Wressle, East Riding of Yorkshire in Engeland. Het station is eigendom van Network Rail en wordt beheerd door Northern Rail. 